# Toots and the Maytals
Toots and the Maytals je jamajská hudební skupina, která se věnuje reggae, ska a rocksteady. 
Byla založena v roce 1962 v Kingstonu jako vokální trio, které tvořili Toots Hibbert, Raleigh Gordon a Jerry Matthias. Jejich hudba vycházela z gospelu obohaceného o vlivy karibského folklóru. Zpočátku používali názvy The Vikings a The Flames, pak se pojmenovali Maytals podle Hibbertova rodiště May Pen. V roce 1964 vydali u společnosti Studio One svoje první album Never Grow Old. V roce 1966 vyhráli s písní „Bam Bam“ hudební festival k výročí jamajské nezávislosti. Proslavili se singlem „54-46 Was My Number“, kde Hibbert popsal svoje uvěznění za držení marihuany. Díky jejich skladbě „Do the Reggay“ z roku 1968 se v hudebním světě ujal název stylu reggae.
Za mezinárodním úspěchem skupiny na počátku sedmdesátých let stál producent Chris Blackwell. Toots and the Maytals byli předkapelou The Who na jejich turné v letech 1975 a 1976. Přispěli na soundtrack ke kultovnímu filmu The Harder They Come, objevil se zde také hit „Pressure Drop“, který převzali do svého repertoáru The Clash a Robert Palmer. Jsou nejúspěšnějšími interprety v historii jamajské hitparády, kde se 31 jejich nahrávek dostalo do čela. Skupina se také zapsala do Guinnessovy knihy rekordů díky albu Toots Live, kdy se nahrávka z jejich koncertu v londýnském Hammersmith Palais v září 1980 objevila již 24 hodin po vystoupení na pultech obchodů.
V roce 1981 se skupina rozpadla a Hibbert vystupoval jako sólista, s Teenie Hodgesem a Robbie Shakespearem nahrál LP Toots in Memphis. V roce 1990 obnovil Maytals v nové sestavě, kterou představil ve vysílání VH1. Účastnili se festivalů Reggae Sunsplash, Glastonbury a Coachella. V roce 2004 vydali desku True Love, na níž hostovali Keith Richards, Jeff Beck, Willie Nelson, Eric Clapton a skupina No Doubt a která byla oceněna Grammy pro nejlepší reggae album roku. Podíleli se na projektu Radiodread, tributu skupině Radiohead, s písní „Let Down“. Časopis Rolling Stone zařadil v roce 2008 Tootse Hibberta mezi sto nejlepších zpěváků všech dob. O historii skupiny byl natočen dokumentární film Reggae Got Soul: The Story of Toots and the Maytals. 
Po smrti Tootse Hibberta v roce 2020 skupina vystupuje pod názvem The Maytals a kapelníkem se stal Paul Douglas.